# 芒貝圖人
芒貝圖人（英語：Mangbetu people）或稱孟格别圖人，主要居住於刚果民主共和国的東方省。

## 語言
芒貝圖人使用叫做金貝圖（kingbetu）的語言，是林加拉语的方言，芒貝圖人稱這種語言為尼芒貝圖（nemangbetu）。屬於中蘇丹語族的一種。

## 文化
芒貝圖人的藝術與音樂文化發達，芒貝圖豎琴（或芒貝圖吉他）便是與芒貝圖人有關的一種樂器。豎琴價值甚至曾高達10萬美金。音樂家曾尋找芒貝圖人的音樂來製作他們的作品。。
芒貝圖人由於頭型細長而受歐洲探險家注意。傳統上，芒貝圖人用布緊包嬰兒頭部，使它們具有獨特的外觀。這種習俗稱為Lipombo，隨著更多歐洲人和西方化到來，這傳統在20世紀50年代開始消亡。由於這種獨特的外觀，在非洲藝術中很容易辨認出芒貝圖人。

## 歷史
18世紀初，芒貝圖人由一些南遷的氏族與一些北遷的班圖語族組成。在18世紀後期，主要來自馬比提氏族的一群芒貝圖精英控制了其他芒貝圖氏族和鄰近的班圖語族部落。他們擁有仿造鐵器和銅器的知識，能製造武器和精美裝飾品，使得他們對於鄰國有軍事和經濟優勢。